# DX Cancri
DX Cancri (GJ 1111, G 51-15) ist ein veränderlicher Stern im nördlichen Sternbild Krebs. Mit einer scheinbaren Helligkeit von 14,81 mag ist er viel zu lichtschwach, um mit dem bloßen Auge gesehen zu werden können. Für die Beobachtung dieses Sterns ist ein Teleskop mit einer Apertur von mindestens 16 Zoll (41 cm) notwendig. Basierend auf Messungen der Parallaxe ist DX Cancri 11,67 Lichtjahre von der Erde entfernt. Er ist damit in den Top 20 der nächsten Sterne zur Sonne.
Der Stern hat eine Spektralklasse von M6.5V und ist damit ein Roter Zwerg in der Hauptreihe. Seine Masse ist 9 % der Sonnenmasse und sein Radius 11 % des Sonnenradius. Die Sternatmosphäre weist eine effektive Temperatur von 2.840 Kelvin auf, was DX Cancri das kühle rot-orange Glühen eines M-Sterns verleiht. DX Cancri ist ein Flare-Stern mit zufällig auftretenden Änderungen in seiner Helligkeit mit einer bis zu fünffachen Zunahme.
Der Stern wurde auf einen Infrarotexzess, verursacht durch kalten interstellaren Staub, hin untersucht, doch es wurde keiner gefunden. DX Cancri gehört möglicherweise dem Castor-Bewegungshaufen an, dessen Sterne eine gemeinsame Bewegung durch den Raum teilen. Diese Gruppe hat ein geschätztes Alter von 200 Millionen Jahren.

## Entfernung
Bestimmung der Entfernung für DX Cancri
| Quelle                   | Parallaxe (mas) | Entfernung (pc) | Entfernung (Lj)  | Entfernung (pm) |
| ------------------------ | --------------- | --------------- | ---------------- | --------------- |
| Gliese & Jahreiß (1991)  | 275,8 ± 3,0     | 3,63 ± 0,04     | 11,83 ± 0,1      | 111,9 ± 1,2     |
| van Altena et al. (1995) | 275,8 ± 3,0     | 3,63 ± 0,04     | 11,83 ± 0,1      | 111,9 ± 1,2     |
| RECONS TOP100 (2012)     | 275,8 ± 3,0     | 3,63 ± 0,04     | 11,83 ± 0,1      | 111,9 ± 1,2     |
| Dittmann et al. (2014)   | 275,30 ± 4,10   | 3,63 ± 0,05     | 11,85 +0,18−0,17 | 112,1 +1,7−1,6  |
| Gaia DR2 (2018)          | 279,29 ± 0,13   | 3,58 ± 0,01     | 11,67 ± 0,01     | 110,42 ± 0,05   |
| Gaia DR3 (2022)          | 279,25 ± 0,06   | 3,58 ± 0,01     | 11,67 ± 0,01     | 110,44 ± 0,03   |

Nicht trigonometrische Entfernungsbestimmungen sind kursiv markiert. Die präziseste Bestimmung ist fett markiert.